# Liste des voies de Montrouge
Cette page présente une liste des voies de Montrouge, commune du département français des Hauts-de-Seine. Elle inclut quelques anciennes voies (†) disparues, renommées, absorbées ou incorporées aux communes limitrophes. Celles-ci sont à compléter. Votre aide est la bienvenue.  
- Haut – A
- B
- C
- D
- E
- F
- G
- H
- I
- J
- K
- L
- M
- N
- O
- P
- Q
- R
- S
- T
- U
- V
- W
- X
- Y
- Z

## 1 à 9
- Place du 8-Mai-1945
- Rue du 11-Novembre

## A
- Villa Agenor-Logeais
- Rue Amaury-Duval
- Rue d'Arcueil
- Avenue Aristide-Briand - RD 920
- Rue d'Arpajon (†)
supprimée[a]
- Rue Arthur-Auger
- Rue Auber

- Haut – A
- B
- C
- D
- E
- F
- G
- H
- I
- J
- K
- L
- M
- N
- O
- P
- Q
- R
- S
- T
- U
- V
- W
- X
- Y
- Z

## B
- Rue de Bagneux (†)
actuelle avenue Henri-Ginoux
- Rue Barbès
- Rue Blanche
- Rue Boileau
- Villa Bossuet
- Rue Bretel (†)
actuelles rues Gueudin
 et Pierre-Curie (partie)
- Square Buffalo

- Haut – A
- B
- C
- D
- E
- F
- G
- H
- I
- J
- K
- L
- M
- N
- O
- P
- Q
- R
- S
- T
- U
- V
- W
- X
- Y
- Z

## C
- Villa du Cadran-Solaire
- Rue Camille-Pelletan
- Rue Carves
- Rue Célina-Dubois (†)
actuelle rue Victor-Basch
- Rue Chaintron
- Rue des Charbonniers (†)
act. avenue de la Marne (N)
- Voie des Charbonniers (†)
act. avenue de la Marne (S)
- Rue Charles-Floquet
- Rue du Château (†) partie de 
l'act. avenue de la République
- Rue de Châteaubriand
- Route de Châtillon (†)
actuelle avenue Pierre-Brossolette
- Rue Chopin
- Rue du Colonel-Gillon
- Square Combattants-d'Afrique-du-Nord
- Rue Constant-Juif
- Rue Corneille
- Rue Couprie
- Rue de Courcelles (†)
actuelle rue Sadi-Carnot

- Haut – A
- B
- C
- D
- E
- F
- G
- H
- I
- J
- K
- L
- M
- N
- O
- P
- Q
- R
- S
- T
- U
- V
- W
- X
- Y
- Z

## D
- Rue Danton
- Rue Delerue
- Rue Descartes
- Avenue du Docteur-Lannelongue
- Rue Dourdan (†)
actuelle rue Germain-Dardan
- Passage Draeger
- Rue Dupuis (†)
actuelle avenue Léon-Gambetta

- Haut – A
- B
- C
- D
- E
- F
- G
- H
- I
- J
- K
- L
- M
- N
- O
- P
- Q
- R
- S
- T
- U
- V
- W
- X
- Y
- Z

## E
- Rue Edgar-Quinet
- Rue Edmond-Champeaud
- Impasse de l'Église
- Avenue Émile-Boutroux
- rue Émile-Boutroux (†)
actuelle rue Châteaubriand
- Place Émile-Cresp
- Passage de l'Est
- Rue d'Estienne-d'Orves
- Place des États-Unis

- Haut – A
- B
- C
- D
- E
- F
- G
- H
- I
- J
- K
- L
- M
- N
- O
- P
- Q
- R
- S
- T
- U
- V
- W
- X
- Y
- Z

## F
- Rue Fenelon
- Villa des Fleurs
- Chemin de Fontenay 
actuelle rue Maurice-Arnoux
- Avenue du Fort
- Rue François-Ory
- Villa du Franc-Parleur (†)
supprimée[b]
- Rue des Frères-Henry

- Haut – A
- B
- C
- D
- E
- F
- G
- H
- I
- J
- K
- L
- M
- N
- O
- P
- Q
- R
- S
- T
- U
- V
- W
- X
- Y
- Z

## G
- Place Gabrielle-de-Guerchy
- Rue Gabriel-Péri
- Avenue de la Gare (†)
actuelle avenue Jean-Jaurès
- Boulevard du Général-de-Gaulle
- Place du Général-Leclerc
- Chemin de Gentilly à Vanves (†)
actuelles rues Gabriel-Péri
 et Barbès
- Rue de Gentilly
- Rue George-Messier
- Rue Georges-Bouzerait
- Rue Germain-Dardan
- Rue Gossin (†)
supprimée[c]
- Grande-Rue (†)
actuelle rue Gabriel-Péri
- Avenue du Grand-Montrouge (†)
actuelle avenue de la République
- Rue Gueudin
- Rue Guillot
- Rue Gutenberg

- Haut – A
- B
- C
- D
- E
- F
- G
- H
- I
- J
- K
- L
- M
- N
- O
- P
- Q
- R
- S
- T
- U
- V
- W
- X
- Y
- Z

## H
- Rue Henri-Barbusse
- Avenue Henri-Ginoux - RD 128
- Villa Henriette
- Rue Hippolyte-Mulin
- Rue Hortense (†)
actuelle rue Louis-Lejeune

- Haut – A
- B
- C
- D
- E
- F
- G
- H
- I
- J
- K
- L
- M
- N
- O
- P
- Q
- R
- S
- T
- U
- V
- W
- X
- Y
- Z

## I
- Villa Isabelle

- Haut – A
- B
- C
- D
- E
- F
- G
- H
- I
- J
- K
- L
- M
- N
- O
- P
- Q
- R
- S
- T
- U
- V
- W
- X
- Y
- Z

## J
- Villa des Jardins
- Avenue Jean-Jaurès
- Place Jean-Jaurès
- Rue Jean-Vallet
- Villa Joséphine
- Rue Jules-Cheret
- Place Jules-Ferry
- Rue Jules-Guesde
- Cité Jules-Halimbourg (†)
supprimée[d]

- Haut – A
- B
- C
- D
- E
- F
- G
- H
- I
- J
- K
- L
- M
- N
- O
- P
- Q
- R
- S
- T
- U
- V
- W
- X
- Y
- Z

## L
- Rue La Bruyère
- Rue La Fontaine
- Rue Lakanal (†)
partie de l'actuel
boulevard Romain-Rolland
- Villa Leblanc
- Villa Leger
- Avenue Léon-Gambetta
- Place de la Libération
- Villa aux Lions (†)
actuelle rue Sylvine-Candas
- Rue Louis-Lejeune
- Rue Louis-Rolland

- Haut – A
- B
- C
- D
- E
- F
- G
- H
- I
- J
- K
- L
- M
- N
- O
- P
- Q
- R
- S
- T
- U
- V
- W
- X
- Y
- Z

## M
- Passage du Manège
- Passage des Maraîchers (†) supprimé[e]
- Rue Marcel-Sembat
- Rue Marcellin-Berthelot
- Rue du Marché (†)
actuelle rue d'Estienne d'Orves
- Place du Maréchal-Leclerc
- Rue Marie-Debos
- Avenue de la Marne
- Avenue Marx-Dormoy - RD 62
- Rue Maurice-Arnoux
- Rue Molière
- Villa Monplaisir (†)
 supprimée vers 1939[3]
- Rue Morel
- Rue Myrtille-Beer

- Haut – A
- B
- C
- D
- E
- F
- G
- H
- I
- J
- K
- L
- M
- N
- O
- P
- Q
- R
- S
- T
- U
- V
- W
- X
- Y
- Z

## O
- Route d'Orléans (†)
actuelle avenue Aristide-Briand
- Villa d'Orléans (†)
partie de l'actuelle
rue Louis-Rolland

- Haut – A
- B
- C
- D
- E
- F
- G
- H
- I
- J
- K
- L
- M
- N
- O
- P
- Q
- R
- S
- T
- U
- V
- W
- X
- Y
- Z

## P
- Avenue de la Paix
- Avenue du Parc (†)
actuelle avenue de Verdun
- Place du Parc (†)
actuelle place du 8-Mai-1945
- Villa Parmentier
- Rue Pascal
- Rue Pasteur
- Rue Paul-Bert
- Rue Perier
- Rue du Petit-Parc (†)
actuelle rue Victor-Hugo
- Rue Pierre-Boillaud
- Avenue Pierre-Brossolette
- Rue Pierre-Curie
- Rue du Poitou
- Avenue du Pot-au-Lait (†)
act. avenue de la Porte-de-Montrouge
- Villa Prevost
- Rue de la Princesse[f] (†)
actuelle rue Barbès

- Haut – A
- B
- C
- D
- E
- F
- G
- H
- I
- J
- K
- L
- M
- N
- O
- P
- Q
- R
- S
- T
- U
- V
- W
- X
- Y
- Z

## R
- Rue Rabelais
- Rue Racine
- Rue Radiguey
- Rue Raoul-Pugno
- Passage Raymond
- Rue René-Barthelemy
- Rue du Reposoir (†)
partie de l'actuel
boulevard Romain-Rolland
- Avenue de la République
- Place de la République (†)
supprimée[g], en partie absorbée
 par la place de la Liberté
- Villa de la République
- Rue Roger-Salengro
- Boulevard Romain-Rolland
- Rue du Rond-point (†)
partie de l'actuelle
rue Louis-Rolland
- Rond-Point de la Victoire (†)
actuelle place du Maréchal-Leclerc
- Cité Rondelet
- Rue des Ruelles (†)
actuelle rue du Colonel-Gillon
- Villa des Ruelles

- Haut – A
- B
- C
- D
- E
- F
- G
- H
- I
- J
- K
- L
- M
- N
- O
- P
- Q
- R
- S
- T
- U
- V
- W
- X
- Y
- Z

## S
- Rue Sadi-Carnot
- Rue Saint-Albin
- Rue de Saisset
- Rue de Sévigné
- Rue de la Solidarité
- Place du Souvenir-du-11-Novembre
- Rue du Stade Buffalo
- Route Stratégique (†)
actuelle avenue Marx-Dormoy
- Rue Sylvine-Candas

- Haut – A
- B
- C
- D
- E
- F
- G
- H
- I
- J
- K
- L
- M
- N
- O
- P
- Q
- R
- S
- T
- U
- V
- W
- X
- Y
- Z

## T
- Rue Thalheimer (aussi Talheimer)
- Rue Théophile-Gautier
- Place Théophile-Gautier
- Avenue des Trembles (†)
actuelle avenue Verdier

- Haut – A
- B
- C
- D
- E
- F
- G
- H
- I
- J
- K
- L
- M
- N
- O
- P
- Q
- R
- S
- T
- U
- V
- W
- X
- Y
- Z

## V
- Allées de La Vallière
- Rue de la Vanne
- Chemin de Vanves à Ivry-sur-Seine (†) act. av. Verdier et Léon-Gambetta
- Avenue Verdier - RD 61
- Avenue de Verdun
- Villa des Vergers
- Rue Victor-Basch
- Rue Victor-Hugo

- Haut – A
- B
- C
- D
- E
- F
- G
- H
- I
- J
- K
- L
- M
- N
- O
- P
- Q
- R
- S
- T
- U
- V
- W
- X
- Y
- Z